# Winterbacher Bank
Die Winterbacher Bank eG ist eine deutsche Genossenschaftsbank mit Sitz in der baden-württembergischen Gemeinde Winterbach im Rems-Murr-Kreis.

## Geschichte
Am 25. März 1890 wurde die heutige Winterbacher Bank eG als Darlehenskassen-Verein Winterbach von 40 Bürgern – meist Bauern und Handwerker – gegründet. Mitte der 1950er Jahre stand der Verein bei geringem Eigenkapital und schwachen Betriebsergebnissen vor der Auflösung. In den Folgejahren nahm die Bank eine positive wirtschaftliche Entwicklung und hat sich bis heute ihre Eigenständigkeit bewahrt.

## Rechtsverhältnisse
Die Winterbacher Bank eG ist im Genossenschaftsregister beim Amtsgericht Stuttgart unter GnR  eingetragen.

## Organisationsstruktur
Rechtsgrundlagen sind das Genossenschaftsgesetz und die durch die Generalversammlung beschlossene Satzung. Organe der Bank sind der Vorstand, der Aufsichtsrat und die Generalversammlung.

## Sicherungseinrichtung
Die Winterbacher Bank eG ist der amtlich anerkannten Sicherungseinrichtung des Bundesverbandes der Deutschen Volksbanken und Raiffeisenbanken GmbH und der zusätzlichen freiwilligen Sicherungseinrichtung des Bundesverbandes der Deutschen Volksbanken und Raiffeisenbanken e.V. angeschlossen.

## Geschäftsausrichtung
Die Winterbacher Bank eG betreibt das Universalbankgeschäft. Im Verbundgeschäft arbeitet sie mit der DZ Bank, R+V Versicherung, Bausparkasse Schwäbisch Hall, Teambank, VR Leasing,  DZ Hyp und der Union Investment zusammen.

## Geschäftsgebiet
Das Geschäftsgebiet liegt im Süden des Rems-Murr-Kreises.
Neben der Geschäftsstelle am Hauptsitz der Bank wird keine weitere Geschäftsstelle betrieben.